# 水口幹記
水口 幹記（みずぐち もとき、1970年-　）は、日本の国文学者(日本古代史学者)、立命館大学教授。
東京都生まれ。1993年早稲田大学第一文学部卒業。1995年同大学院文学研究科博士前期課程修了。2001年早大第一文学部史学科日本史学専修助手。2002年同大学院文学研究科博士後期課程単位取得退学。2004年「日本古代の文化受容と書物・読書」で文学博士。2005年浙江工商大学日本語言文化学院・日本文化研究所特聘副教授。2010年立教大学文学部文学科日本文学専修助教。2014年藤女子大学文学部日本語・日本文学科准教授。2023年立命館大学文学部日本史研究学域教授。

## 著書
- 『日本古代漢籍受容の史的研究』汲古書院 2005
- 『渡航僧 成尋、雨を祈る 『僧伝』が語る異文化の交錯』勉誠出版 2013
- 『古代日本と中国文化 受容と選択』塙書房 2014
- 『成尋』吉川弘文館〈人物叢書〉2023　ISBN　9784642053136

### 編著
- 『古代東アジアの「祈り」 宗教・習俗・占術』森話社〈叢書・文化学の越境〉 2014
- 『前近代東アジアにおける〈術数文化〉』勉誠出版 2020

### 翻訳
- 黄俊傑『東アジア思想交流史 中国・日本・台湾を中心として』藤井倫明共訳 岩波書店 2013

## 論文
- Cinii